# Ségura
Ségura ist eine französische Gemeinde mit 194 Einwohnern (Stand: 1. Januar 2022) im Département Ariège in der Region Okzitanien. Sie gehört zum Arrondissement Foix und ist Mitglied im Gemeindeverband L’Agglo Foix-Varilhes. Die Einwohner werden Séguriens und Séguriennes genannt.

## Geografie

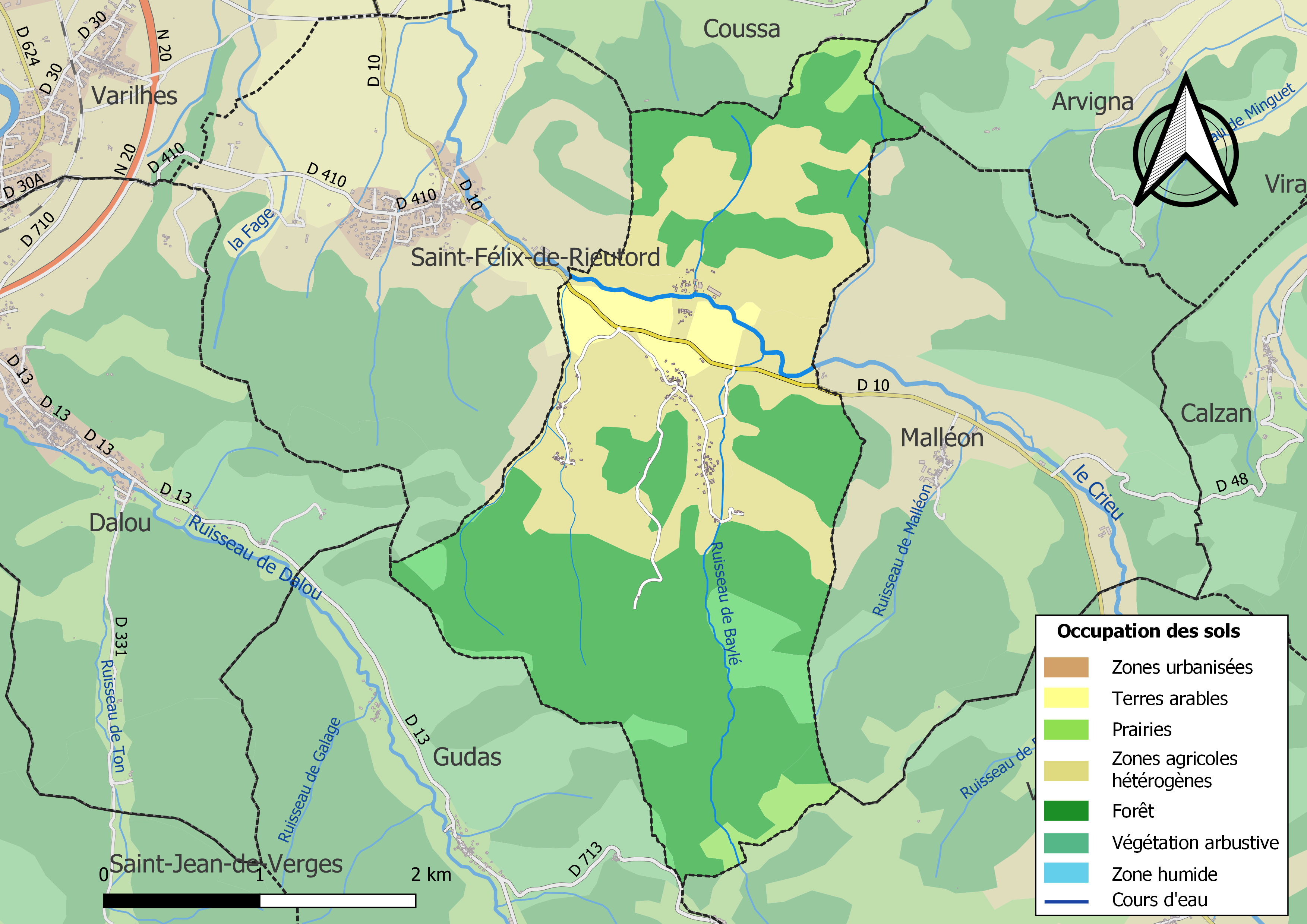
Bodennutzung, Hydrografie und Infrastruktur der Gemeinde

Die Gemeinde ist historisch und kulturell Teil des Pays de Foix und liegt etwa elf Kilometer nordöstlich von Foix sowie etwa 66 Kilometer südsüdöstlich von Toulouse. Ségura befindet sich im Einzugsgebiet der Garonne und wird vom Crieu, einem Nebenfluss der Ariège, entwässert, der das Gemeindegebiet von Ost nach West durchquert, außerdem vom Ruisseau de Baylé und von verschiedenen kleineren Bächen. Das Gemeindegebiet ist Teil von zwei ZNIEFF-Naturgebieten. Knapp 60 % der Fläche der Gemeinde sind bewaldet oder naturbelassen, knapp 40 % werden landwirtschaftlich genutzt.
Nachbargemeinden sind Coussa im Norden, Arvigna im Nordosten, Malléon im Osten, Ventenac im Süden, Gudas im Südwesten und Saint-Félix-de-Rieutord im Westen.

## Bevölkerungsentwicklung
| Ségura: Einwohnerzahlen von 1793 bis 2020                                                                                  | Ségura: Einwohnerzahlen von 1793 bis 2020 | Ségura: Einwohnerzahlen von 1793 bis 2020 | Ségura: Einwohnerzahlen von 1793 bis 2020 | Ségura: Einwohnerzahlen von 1793 bis 2020 |
| --- | ----------------------------------------- | ----------------------------------------- | ----------------------------------------- | ----------------------------------------- |
| Jahr |                                           |                                           |                                           | Einwohner                                 |
| 1793 | 1793                                      |                                           | 303                                       | 303                                       |
| 1800 | 1800                                      |                                           | 284                                       | 284                                       |
| 1806 | 1806                                      |                                           | 322                                       | 322                                       |
| 1821 | 1821                                      |                                           | 282                                       | 282                                       |
| 1831 | 1831                                      |                                           | 301                                       | 301                                       |
| 1836 | 1836                                      |                                           | 296                                       | 296                                       |
| 1841 | 1841                                      |                                           | 301                                       | 301                                       |
| 1846 | 1846                                      |                                           | 284                                       | 284                                       |
| 1851 | 1851                                      |                                           | 281                                       | 281                                       |
| 1856 | 1856                                      |                                           | 276                                       | 276                                       |
| 1861 | 1861                                      |                                           | 281                                       | 281                                       |
| 1866 | 1866                                      |                                           | 255                                       | 255                                       |
| 1872 | 1872                                      |                                           | 240                                       | 240                                       |
| 1876 | 1876                                      |                                           | 228                                       | 228                                       |
| 1881 | 1881                                      |                                           | 235                                       | 235                                       |
| 1886 | 1886                                      |                                           | 237                                       | 237                                       |
| 1891 | 1891                                      |                                           | 219                                       | 219                                       |
| 1896 | 1896                                      |                                           | 183                                       | 183                                       |
| 1901 | 1901                                      |                                           | 187                                       | 187                                       |
| 1906 | 1906                                      |                                           | 188                                       | 188                                       |
| 1911 | 1911                                      |                                           | 182                                       | 182                                       |
| 1921 | 1921                                      |                                           | 141                                       | 141                                       |
| 1926 | 1926                                      |                                           | 119                                       | 119                                       |
| 1931 | 1931                                      |                                           | 118                                       | 118                                       |
| 1936 | 1936                                      |                                           | 128                                       | 128                                       |
| 1946 | 1946                                      |                                           | 121                                       | 121                                       |
| 1954 | 1954                                      |                                           | 115                                       | 115                                       |
| 1962 | 1962                                      |                                           | 93                                        | 93                                        |
| 1968 | 1968                                      |                                           | 79                                        | 79                                        |
| 1975 | 1975                                      |                                           | 65                                        | 65                                        |
| 1982 | 1982                                      |                                           | 91                                        | 91                                        |
| 1990 | 1990                                      |                                           | 105                                       | 105                                       |
| 1999 | 1999                                      |                                           | 139                                       | 139                                       |
| 2006 | 2006                                      |                                           | 155                                       | 155                                       |
| 2013 | 2013                                      |                                           | 178                                       | 178                                       |
| 2020 | 2020                                      |                                           | 188                                       | 188                                       |
| Quelle(n): EHESS/Cassini bis 1999, INSEE ab 2006 Anmerkung(en): Ab 1962 offizielle Zahlen ohne Einwohner mit Zweitwohnsitz |                                           |                                           |                                           |                                           |

## Sehenswürdigkeiten
- Kirche Sainte-Madeleine